# Vierämterlehre
Die Vierämterlehre ist eine theologische Lehre, die besagt, dass für die richtige Ordnung der Kirche vier Ämter notwendig seien. Sie geht auf den Straßburger Reformator Martin Bucer zurück und wurde vom Genfer Reformator Johannes Calvin zuerst in der Genfer Kirchenordnung von 1541 (revidiert 1561) in eine organisatorische Form gebracht. Calvin nennt unter Berufung auf das Neue Testament vier Ämter, die es in jeder Kirchengemeinde geben müsse:
- Pastoren oder Hirten (pasteurs)
- Lehrer (docteurs)
- Älteste (anciens) und
- Diakone (diacres).

In diesen Ämtern differenzieren sich die verschiedenen Dienste, die in und von der Gemeinde wahrzunehmen sind. Sie sind einander nicht hierarchisch zugeordnet, sondern funktional definiert.
Aufgabe der Pastoren ist die Verkündigung von Gottes Wort und die Verwaltung der Sakramente sowie Ermahnung und Trost. Die Lehrer sorgen für die Unterweisung der Gemeinde im christlichen Glauben und für die Ausbildung des theologischen Nachwuchses. Die Ältesten (in Genf zugleich gewählte Mitglieder des weltlichen Rates der Stadt) leiten gemeinsam mit Pastoren und Lehrern die Gemeinde; insbesondere wirken sie bei der Kirchenzucht mit. Calvin legte damit eine Neuinterpretation des neutestamentlichen Presbyteramtes vor. Auftrag der Diakone schließlich ist es, die Armenfürsorge zu organisieren.
In seiner Institutio Christianae Religionis (4. Auflage 1559: IV, 3) gab Calvin weitere theologische Begründungen für seine neue Ordnung. Erste Belegstelle ist Eph 4,11 . Eigentlich sind nach der Institutio die Ämter von Pastoren und Lehrern nicht unterschieden, so dass in zahlreichen Kirchenordnungen (schon in der von Calvin verfassten Confessio Gallicana, Art. 29, und der darauf beruhenden Discipline ecclésiastique der französischen Hugenotten) faktisch eine Dreiämterlehre verwirklicht ist. Die Aufgaben von Ältesten und Diakonen sah Calvin vor allem in Röm 12,8  beschrieben.
Die Vierämterlehre Calvins wurde prägend für die Kirchenordnungen der reformierten Kirchen. Bei den Hugenotten, die sich als verfolgte Minderheitskirche auf keine staatlichen Institutionen stützen konnten, wurden die Ältesten von den erwachsenen männlichen Gemeindegliedern gewählt. Auch die Mitglieder der Nationalsynode und der Regionalsynoden wurden durch Wahl bestimmt. Dadurch wurde die Stellung der Laien in der Kirche und ihrer Leitung außerordentlich gestärkt. Durch die Vermittlung niederländisch-reformierter Christen wurde dies aber jenseits der Grenzen reformierter Kirchentümer in Teilen rezipiert (vgl. Weseler Konvent). Sie wurde eine Voraussetzung für die Verfassungsprinzipien des Presbyterianismus und des Kongregationalismus.